# Гершкович, Михаил Данилович
Михаи́л Дани́лович Гершко́вич (род. 1 апреля 1948, Москва) — советский футболист, затем советский и российский футбольный тренер и спортивный функционер. Мастер спорта СССР международного класса (1990).

## Биография
Родился 1 апреля 1948 года в Москве.

### Карьера игрока
Воспитанник детской команды стадиона Юных пионеров и ФШМ при Центральном стадионе им. В. И. Ленина. Первыми его тренерами были В. Г. Блинков, К. И. Бесков и В. Н. Разумовский. В «Торпедо» провёл 126 игр и забил 29 голов (рекордсмен команды за сезон 1968 года — 12 голов), в московском «Динамо» в 146 играх забил 21 гол. Обладал высокой техникой, отличным дриблингом, мог в одиночку с центра поля легко обвести на пути к воротам соперника нескольких обороняющихся, хорошо взаимодействовал в тандеме с Эдуардом Стрельцовым.

#### Сборная
- Провёл 10 матчей и забил 3 гола.
- Первый матч провёл 16 июня 1968 против Австрии, в котором СССР победил 3:1.
- Последний матч провёл 28 апреля 1971 против Болгарии, который завершился вничью 1:1.
- Победитель юниорского турнира УЕФА 1966.

#### Командные достижения
- Чемпион СССР (1976 весна).
- Бронзовый призёр чемпионата СССР 1968 года.
- Обладатель Кубка СССР (1968, 1977).
- Финалист Кубка обладателей кубков (1972).
- В списках лучших 33 игроков сезона (2): № 3 — 1968; № 1 — 1969.

### Тренерская карьера
- В конце 2005 года получил тренерскую лицензию категории «PRO».
- Тренер «Динамо» Москва (1985—1987).
- Тренер в ЦС «Динамо» (1987—1990).
- Начальник Олимпийской сборной России (1993—1994).
- Главный тренер молодёжной сборной России (1994—1998).
- В 1998 году Михаил Гершкович должен был стать временно исполняющим обязанности тренера сборной России до официального назначения нового главного тренера. Однако после вмешательства Российского футбольного союза, заручившегося поддержкой Правительства России, главным тренером был утверждён Анатолий Бышовец[3].
- Тренер сборной России в штабе Олега Романцева (1999—2002).
- Главный тренер клуба «Ника» (Москва) (2003—2005)
- Работал помощником президента Российского футбольного союза.
- Председатель правления региональной общественной организации «Объединение отечественных тренеров по футболу» (с 2006)[4].

### Личная жизнь
Сын — Михаил Гершкович-младший, руководитель спортивных проектов Rambler.